# 셀레늄화 수소
셀레늄화 수소(영어: hydrogen selenide)는 화학식으로 H2Se이다. 이 칼코젠화 수소는 셀레늄 의 가장 간단하고 가장 일반적으로 발생하는 수소화합물이다. H2Se는 표준 조건 하에서 무색의 인화성 가스이다.  8 시간 동안 0.05ppm 의 노출 한도를 갖는 가장 독성이 강한 셀레늄 화합물이다. 극단적으로 낮은 농도에서도,이 화합물은 썩은 고추냉이 또는 '누출 가스'와 흡사 한 매우 자극적인 냄새를 지닌다.
2. 셀레늄화 수소(H2Se)는 H-Se-H 결합 각도가 91 ° 인 굽은구조이다. 또한 H2SE는 수용성이다.
3. 고농도로 노출 시키면 1분이되지 않아도 가스가 눈과 점막을 공격하게된다. 그 후 적어도 며칠 동안은 냉증과 같은 증상을 유발한다. 독일에서는 음용수의 한계가 0.008 mg / L이며 미국 EPA는 최대 0.01 mg / L이다.
독성이 강하지만 인간의 사망자는 아직보고 된 바 없음. 이것은 가스의 점성 막에 빨간 셀레늄을 형성하기 위해 산화하는 경향이 있기 때문인 것으로 추측됨. 원소 셀레늄은 셀레나이드보다 독성이 덜하다.